# NHL Entry Draft 2002

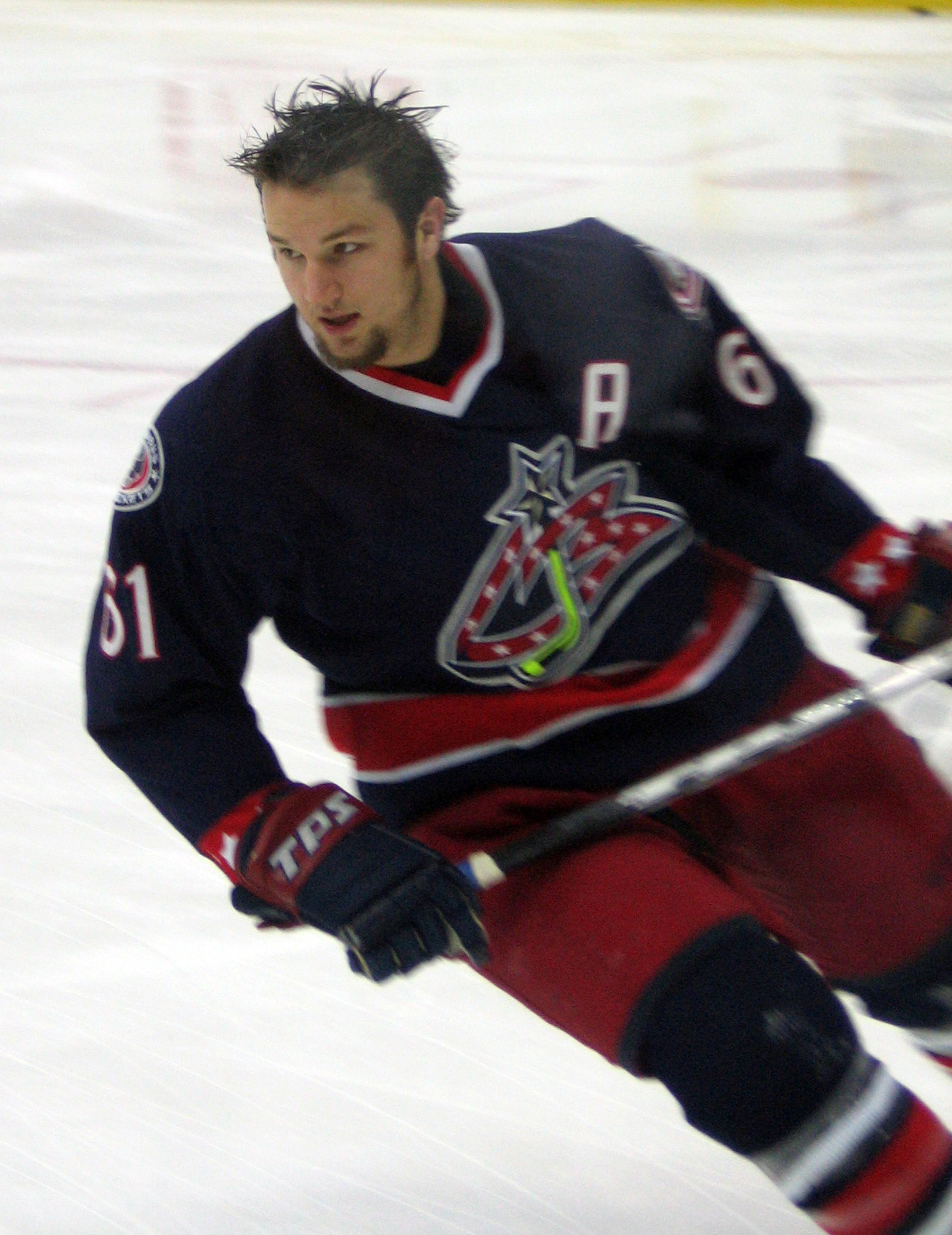
Rick Nash representerar nu New York Rangers.

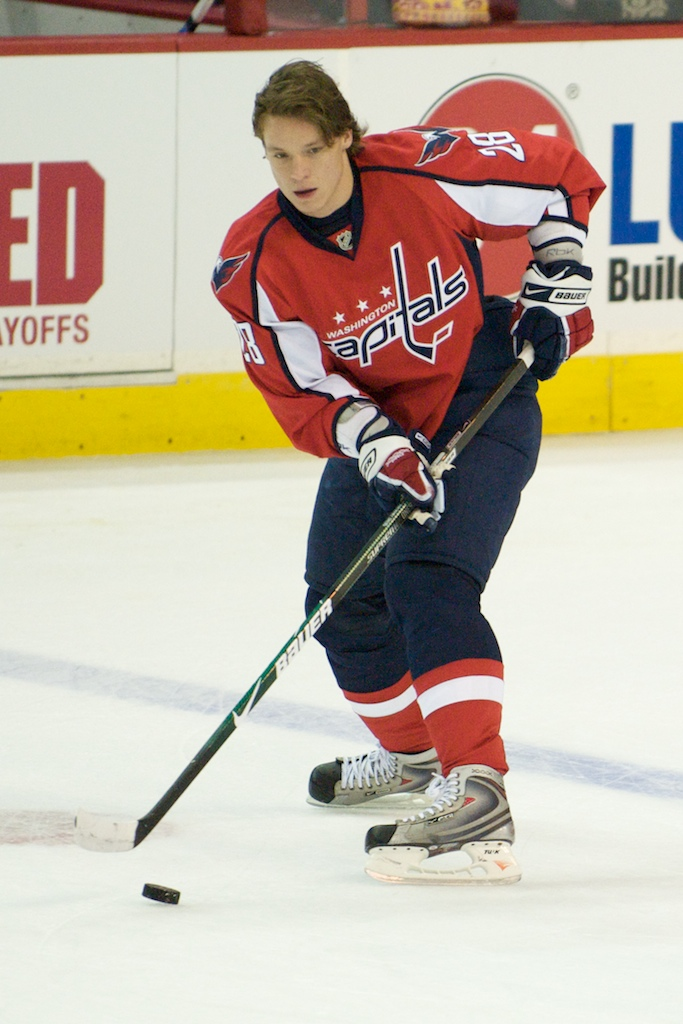
Aleksandr Siomin valdes som 13:e spelare.

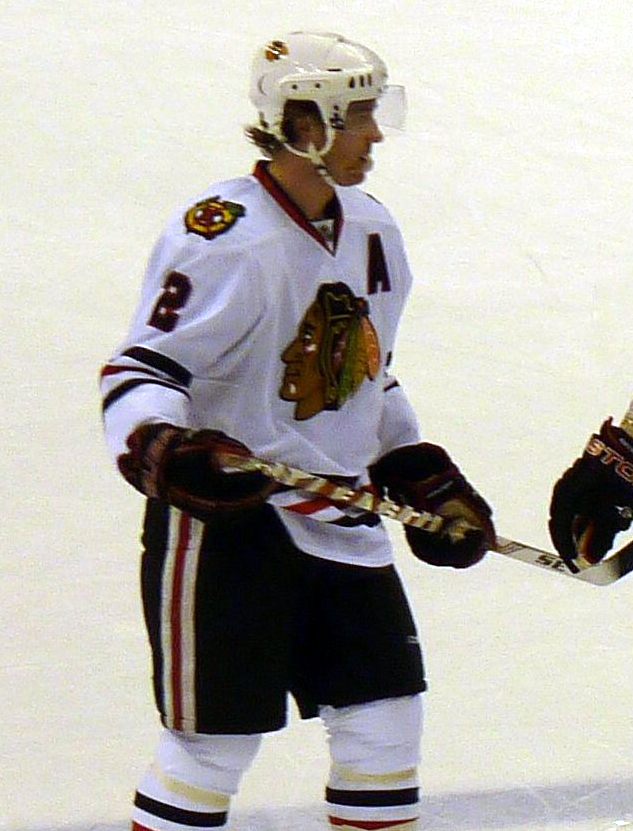
Duncan Keith valdes som 54:e spelare.

2002 NHL Entry Draft var den 40:e NHL-draften. Den ägde rum 22–23 juni 2002 i Air Canada Centre som ligger i Toronto, Ontario, Kanada.
Columbus Blue Jackets var först ut att välja spelare och de valde Rick Nash. Finländske målvakten Kari Lehtonen valdes av Atlanta Thrashers som andre spelare totalt medan den kanadensiske backen Jay Bouwmeester valdes av Florida Panthers som tredje spelare.
Aleksandr Siomin valdes som 13:e spelare totalt av Washington Capitals medan Cam Ward valdes som 25:e spelare totalt av Carolina Hurricanes. Chicago Blackhawks stjärnback Duncan Keith valdes först som 54:e spelare. Blackhawks valde också backen James Wisniewski i den femte rundan som 156:e spelare.
Förste svensken att väljas blev Alexander Steen som valdes som 24:e spelare totalt av Toronto Maple Leafs. Sist av alla spelare valdes Jonathan Ericsson, Detroit Red Wings plockade upp honom som 291:e spelare. Han representerar fortfarande klubben.